# Kamen Rider Stronger
Kamen Rider Stronger (仮面ライダーストロンガー, Kamen Raidā Sutorongā) is een Japanse tokusatsuserie, en de vijfde van de Kamen Rider series. De serie werd uitgezonden op TBS en MBS van 5 april 1975 tot 27 december, 1975, met een totaal van 39 afleveringen. De serie was een coproductie tussen Ishinomori Productions en Toei.
Hoewel de serie relatief gezien populair was onder tokusatsufans, kreeg de serie in zijn algemeenheid niet veel aandacht.

## Overzicht
Shigeru Jō sluit zich aan bij de kwaadaardige organisatie Black Satan na de dood van een goede vriend, die hij als mentor zag. Hij sluit zich aan bij de organisatie onder de beloften van veel macht en een kans op wraak. Hij ondergaat vrijwillig een operatie om een van Black Satans’ supersoldaten te worden. Maar nauwelijks is de operatie klaar, of Shigeru onthuld zijn ware aard. Hij wist al lange tijd dat Black Satan verantwoordelijk was voor de dood van zijn vriend, en voegde zich enkel bij hen om zo de macht te krijgen om de organisatie te verslaan. Hij ontsnapt uit het hoofdkwartier van de organisatie, en wordt de held Kamen Rider Stronger.
Gefrustreerd proberen Black Satan wetenschappers de door hen gemaakte krijger te vangen en doden. Ondertussen ontmoet Stronger Yuriko Misaki, een andere cyborgkrijger. Zij wordt de Electro Wave Human Tackle. De twee worden bijgestaan door Tōbei Tachibana, de mentor van de Kamen Riders.
In aflevering 26 slaat Stronger erin om Black Satan uit te schakelen. Maar daarmee is het gevaar nog niet geweken. General Shadow, een van de generaals van Black Satan, overleeft de vernietiging en richt zijn eigen organisatie op, de "Delza Army".
Uiteindelijk helpen alle voormalige Kamen Riders: 1, 2, V3, X en Amazon mee om Stronger te helpen in zijn strijd met het Delza Army.

## Personages

### Helden en bondgenoten
- Shigeru Jō/Kamen Rider Stronger (仮面ライダーストロンガー, Kamen Raidā Sutorongā): de held uit de serie. Hij deed alsof hij zich bij Black Satan wilde aansluiten, maar zijn werkelijke doel was om zo de upgrade tot Kamen Rider te kunnen ondergaan zodat hij Black Satan kon bevechten. Hij wordt gedreven door de dood van zijn goede vriend.
- Yuriko Misaki/Electro Wave Human Tackle: een andere cyborgkrijger ontsnapt aan Black Satan, en lange tijd Strongers’ bondgenoot. Ze offert zichzelf op in aflevering 30 om Stronger te redden van Dr. Kate, een generaal van het Delza Army.
- Tōbei Tachibana: de mentor van de Kamen Riders. Hij assisteerd Stronger op dezelfde manier als alle voorgaande Kamen Riders.
- Kamen Rider 1 / Takeshi Hongō, een van de helden uit Kamen Rider
- Kamen Rider 2 / Hayato Ichimonji, de andere held uit Kamen Rider
- Shirō Kazami / Kamen Rider V3 (風見 志郎 / 仮面ライダーＶ３, Kazami Shirō / Kamen Raidā Bui Surī): de held uit de serie Kamen Rider V3
- Keisuke Jin / Kamen Rider X (神 敬介 / 仮面ライダーＸ, Jin Keisuke / Kamen Raidā Ekkusu): de held uit de serie Kamen Rider X.
- Daisuke Yamamato / Kamen Rider Amazon] (山本 大介 / 仮面ライダーアマゾン, Yamamoto Daisuke / Kamen Raidā Amazon): de held uit de serie Kamen Rider Amazon.

### Black Satan
De eerste vijandige organisatie uit de serie. Black Satan is ontstaan uit de restanten van de oude organisatie Shocker, die werd vernietigd door Kamen Riders 1 en 2.
- Satan Bug: de leider van Black Satan.
- Mr. Titan (1-13)/Hundred-Eye Titan (17): een hoge officier van Black Satan, en een rivaal van General Shadow.
- General Shadow: eveneens een hoge officier van Black Satan. Na de vernietiging van Black Satan richt hij het Delza Army op.
- Dead Lion: een leeuwmonster uit Egypte, en een van Black Satans generals. Nam het bevel over na Mr. Titans vernietiging.
- Black Satan's Soldiers: zwarte op katmensen lijkende soldaten van Black Satan.
- Kikaijin: de monsters van Black Satan.

### Delza Army
Deze organisatie werd opgericht door General Shadow na de vernietiging van Black Satan.
- Delza Army General: een stenen reus onder controle van de Grote Leider.
- Staff Officer Steel (27-29)
- Division Commander Wild Eagle (27-29)
- Doctor Kate (27, 29-30)
- Major Skull (27, 30-31)
- Baron Rock (27, 31-32)
- General Wolf (27, 32-33)
- Commanding Officer Black (27, 33-34)
- Marshal Machine (35-39): een general die Gernal Shadow van de troon stoot en zelf het bevel overneemt gedurende de laatste afleveringen.
- Armored Knight (36-39) -
- Commander Jijaku (36-39) -

## Achtergrond
Strongers primaire motief was elektriciteit. Al zijn aanvallen waren gebaseerd op elektriciteit. De cyborgaspecten van zijn lichaam waren ook prominenter aanwezig dan in voorgaande series. Zijn handen waren bijvoorbeeld van metaal, en moesten worden afgedekt als hij niet getransformeerd was. Zijn kostuum was gebaseerd op een Japanse neushoornkever.
Stronger was de eerste Kamen Rider die een power-up ontving. Hij kon veranderen in een zogenaamde "Charge-Up!" mode.
De serie Kamen Rider Kabuto is in grote lijnen gebaseerd op Kamen Rider Stronger.

## Afleveringen
1. I am the Electric Human Stronger!! (おれは電気人間ストロンガー!!, Ore wa Denki Ningen Sutorongā!!)
2. The Secret of Stronger and Tackle! (ストロンガーとタックルの秘密!, Sutorongā to Takkuru no Himitsu!)
3. The Thriller House Calls for Children!! (スリラーハウスが子どもを呼ぶ!!, Surirā Hausu ga Kodomo o Yobu!!)
4. The Demonic Motorbike Reckless Driving Operation! (悪魔のオートバイ暴走作戦!!, Akuma no Ōtobai Bōsō Sakusen!!)
5. Black Satan's School Lunch!? (ブラックサタンの学校給食!?, Burakku Satan no Gakkō Kyūshoku!?)
6. The Jellyfish Machine Monster Who Took the Form of a Teacher! (先生に化けたクラゲ奇械人!, Sensei ni Baketa Kurage Kikaijin!)
7. Rider Great Reversal!! (ライダー大逆転!!, Raidā Dai Gyakuten!!)
8. Don't Melt, Rider! The Final Blow, Electro-Kick!! (溶けるなライダー! とどめの電キック!!, Tokeru na Raidā! Todome no Den-Kikku!!)
9. The Band of Demons Has Come!! (悪魔の音楽隊がやって来た!!, Akuma no Ongakutai ga Yattekita!!)
10. The Frightful Gummer Bug! It Targets Humans!! (恐怖のガンマー虫! 人間を狙う!!, Kyōfu no Ganmā Mushi! Ningen o Nerau!!)
11. Chameleorn! Demonic Film!? (カメレオーン! 悪魔のフィルム!?, Kamereōn! Akuma no Firumu!?)
12. Duel! Stronger's Grave!? (決闘！ストロンガーの墓場!?, Kettō! Sutorongā no Hakaba!?)
13. The One-Eyed Titan! The Final Counter Attack!! (一ツ目タイタン! 最後の逆襲!!, Hitotsume Taitan! Saigo no Gyakushū!!)
14. The Appearance of Enigmatic Chief Executive Shadow! (謎の大幹部シャドウの出現!, Nazo no Dai Kanbu Shadō no Shutsugen!)
15. Shadow's Trump That Calls Death!! (死を呼ぶシャドウのトランプ!!, Shi o Yobu Shadō no Toranpu!!)
16. The Bloodsucking Bubunger's Demonic Present! (吸血ブブンガー悪魔のプレゼント!, Kyūketsu Bubungā Akuma no Purezento!)
17. Ghost Story, The Demonic Easter (怪談 悪魔の復活祭, Kaidan Akuma no Fukkatsusai)
18. Ghost Story, The Bottomless Swamp (怪談 底なし沼, Kaidan Sokonashi Numa)
19. Ghost Story: The Cursed Old Castle! (怪談 呪われた古城!, Kaidan Norowareta Kojō!)
20. The Great Scary Desert! Two Toubeis?! (恐怖の大砂漠! 二人の藤兵衛!?, Kyōfu no Dai Sabaku! Futari no Tōbei!?)
21. Sharkshark Island, Decisive Battle in the Sea! (鮫ヶ島海中大決戦!, Samezame Shima Kaichū Dai Kessen!)
22. Rider Execution at 12:00!? (12時00分ライダー処刑!?, Jūniji Zerofun Raidā Shokei!?)
23. The Devil of the Underground Kingdom!! (地底王国の魔王!!, Chitei Ōkoku no Maō!!)
24. Bizarre! The Unmanned Train Runs!! (怪奇! 無人電車が走る!!, Kaiki! Mujin Densha ga Hashiru!!)
25. Don't Die!! Shigeru Jou in the Electric Chair (死ぬな!! 電気椅子の城茂, Shinu na!! Denki Isu no Jō Shigeru)
26. Seen!! The Great Leader's True Identity!! (見た!! 大首領の正体!!, Mita!! Dai Shuryō no Shōtai!!)
27. Remodelled Majin! The Delzer Army Appears!! (改造魔人! デルザー軍団現わる!!, Kaizō Majin! Deruzā Gundan Arawareru!!)
28. Oh! Stronger...into Small Pieces?! (あ! ストロンガーがこなごなに…?!, A! Sutorongā ga Konagona ni...?!)
29. The Curse of Majin Kate's Blood! (魔人ケイト血ののろい!, Majin Keito Chi no Noroi!)
30. Goodbye, Tackle! Her Last Activity!! (さようならタックル! 最後の活躍!!, Sayōnara Takkuru! Saigo no Katsuyaku!!)
31. Stronger's Great Remodelling!! (ストロンガー大改造!!, Sutorongā Dai Kaizō!!)
32. Deadly! Super Electro Three-Stage Kick!! (必殺! 超電三段キック!!, Hissatsu! Chō Den Sandan Kikku!!)
33. Stronger Dies in the Full Moon!? (ストロンガー満月に死す!?, Sutorongā Mangetsu ni Shisu!?)
34. The Snake Woman's Bloodsucking Hell! (ヘビ女の吸血地獄!, Hebi Onna no Kyūketsu Jigoku!)
35. The Man Who Returned! The Name is V3!! (帰って来た男! その名はV3!!, Kaettekita Otoko! Sono Na wa Buisurī!!)
36. Three Riders Vs. The Powerful Delzer Army! (三人ライダー対強力デルザー軍団!, Sannin Raidā Tai Kyōryoku Deruzā Gundan!)
37. Riders Captured! Long Live Delzer!! (ライダー捕らわる! デルザー万才!!, Raidā Torawaru! Deruzā Banzai!!)
38. Appearance! Riders #1, #2!! (出現! ライダー1号2号!!, Shutsugen! Raidā Ichigō Nigō!!)
39. Goodbye! The Glorious Seven Riders! (さようなら! 栄光の七人ライダー!, Sayōnara! Eigō no Shichinin Raidā!)

## Film
- Kamen Rider Stronger

## Rolverdeling
- Shigeru Jō / Kamen Rider Stronger (城 茂 / 仮面ライダーストロンガー, Jō Shigeru / Kamen Raidā Sutorongā) - Shigeru Araki (荒木 茂, Araki Shigeru)
- Yuriko Misaki / Electro Wave Human Tackle (岬 ユリ子 / 電波人間タックル, Misaki Yuriko / Denpa Ningen Takkuru) - Kyōko Okada (岡田 京子, Okada Kyōko)
- Tōbei Tachibana (立花 藤兵衛, Tachibana Tōbei) - Akiji Kobayashi (小林 昭二, Kobayashi Akiji)
- Yōichirō Masaki (正木 洋一郎, Masaki Yōichirō) - Hiroshi Ogasawara (小笠原 弘, Ogasawara Hiroshi)
- Titan (タイタン, Taitan) - Akira Hamada (浜田 晃, Hamada Akira)
- Dead Lion (デッドライオン, Deddo Raion, Voice) - Mahito Tsujimura (辻村 真人, Tsujimura Mahito)
- The Great Leader of Black Satan (ブラックサタン大首領, Burakku Satan Daishuryō, Voice) - Gorō Naya (納谷 悟朗, Naya Gorō)
- General Shadow (ジェネラルシャドウ, Jeneraru Shadō, Voice) - Hidekatsu Shibata (柴田 秀勝, Shibata Hidekatsu)
- Marshal Machine (マシーン大元帥, Mashīn Daigensui, Voice) - Osamu Ichikawa (市川 治, Ichikawa Osamu)
- The Great Leader of Delza Army / General Stone (デルザー軍団大首領 / 岩石大首領, Deruzā Gundan Daishuryō / Ganseki Daishuryō, Voice) - Gorō Naya (納谷 悟朗, Naya Gorō)
- Narrator (ナレーター, Narētā) - Shinji Nakae (中江 真司, Nakae Shinji)

## Muziek
Begintune
- "The Song of Kamen Rider Stronger" (仮面ライダーストロンガーの歌, Kamen Raidā Sutorongā no Uta) door Ichiro Mizuki

Eindtune
- "Stronger Fights Today" (今日もたたかうストロンガー, Kyō mo Tatakau Sutorongā) door Masato Shimon (afleveringen 1-2) / Ichiro Mizuki (afleveringen 3-31) en Mitsuko Horie
- "Stronger Action" (ストロンガーアクション, Sutorongā Akushon) door Ichiro Mizuki en Mitsuko Horie (afleveringen 32-39)